# Florentín Felipe Naya
Florentín Felipe Naya o  Florentín de San Francisco de Borja Sch. P. nacido como  Francisco Felipe Naya (Alquézar, 10 de octubre de 1856-Azanuy, 9 de agosto de 1936) fue un religioso escolapio de la comunidad de Peralta de la Sal, mártir durante la Guerra Civil de España en 1936, venerado como beato en la Iglesia católica.

## Martirio
El hermano Florentín era un anciano de 80 años casi ciego y sordo. Tenía gran devoción al Santo Rosario. Ingresó en la Orden en el colegio de Barbastro y recibió el hábito en Peralta de la Sal el 27 de febrero de 1876, donde profesó los votos solemnes el 7 de marzo de 1880. Ejerció su oficio de cocinero en los colegios de Zaragoza, Caspe, Molina de Aragón, Alcañiz, Tafalla, Pamplona y Tamarite de Litera. En 1920, con casi 64 años cambió el oficio de cocinero por el de Hermano refitolero. Hacia el año 1930 fue trasladado a la comunidad de Peralta de la Sal que sería su último destino.
El Padre Oteiza fue periodista de excepción de los últimos días de la comunidad escolapia de Peralta de la Sal y durante esos días escribió tres cartas al padre provincial de la Orden, una de las cuales voy a transcribir a continuación. En una de ella describe la despedida del Padre Dionisio Pamplona Polo y los otros dos compañeros que fueron asesinados unos días antes en Monzón.

«Tenemos tres mártires en toda la extensión de la palabra, padre provincial. Hasta la fecha el Señor no me ha juzgado digno de derramar mi sangre por Jesucristo. No sé si me concederá tanta dicha como la otorgada a mis santos hermanos. Aunque el Señor me infunde bastante fortaleza, puede considerar cómo estará mi corazón. Nos ha visitado casi todo el pueblo, condoliéndose de nuestra desgracia. Los de Peralta estaban empeñados en salvarnos, pero temían a los forasteros venidos armados en camiones. Los del pueblo procuraron apaciguarlos. Al hno. Florentín lo salvaron por anciano y a mí por enfermo. El p. Segura, el hno. David
 y yo nos abrazamos tiernamente y nos dijimos: Adiós, hasta el Cielo. Radiantes de alegría, se presentaron a los guardias que los llevaron al lugar del suplicio, Siento no participar en su dicha. Tal vez, como inútil, el Señor me tenga reservada la pobre condición del criado de Job, que se libró de la catástrofe para darla a conocer al amo y que muertes tan gloriosas no pasen desapercibidas. En fin, padre mío, si nos vemos en la tierra, hasta entonces, y si no, hasta el Cielo. Rueguen para que el Señor se compadezca de nuestros perseguidores a quienes perdonamos de todo corazón. (1-VIII-1936).».

Unos días más tarde, el Hermano Florentín y el Padre Oteiza fueron sacados de Peralta y a la salida del pueblo, en Azanuy, fueron bajados del coche y en la cuneta fueron puestos ante sus verdugos. 
Cuando el Padre Oteiza le dijo al hermano que se preparara, que les llevaban al martirio, sus únicas palabras fueron un sencillo:

«¡Alabado sea Dios!»

Sus cuerpos fueron mutilados y quemados con gasolina. El Hermano Florentín murió con el rosario en las manos. Era el 9 de agosto de 1936.

## Culto
Fue beatificado por el papa Juan Pablo II el 1 de octubre de 1995, junto al padre Dionisio Pamplona Polo y 11 compañeros mártires escolapios de Aragón. En la ceremonia, llevada a cabo en la plaza de San Pedro de la Ciudad del Vaticano, el pontífice destacó que «Dionisio Pamplona y sus compañeros mártires no son héroes de una guerra humana, sino educadores de la juventud, que por su condición de religiosos y maestros afrontaron su trágico destino como auténtico testimonio de fe».
La iglesia católica celebra la memoria del beato Florentín Felipe Naya el día 9 de agosto. Es venerado en especial modo como Memoria obligatoria, en la Orden de los Clérigos Regulares de las Escuelas Pías.